# Корнешты
Корне́шты (также Корнешть; рум. Cornești) — город в Унгенском районе Молдавии. В состав города входит село Романовка.

## География
Железнодорожная станция Перевал на линии Кишинёв — Унгены железных дорог Молдовы.
Город расположен в 72 км к северо-западу от Кишинёва.

## История
Первое упоминание о соседнем селе Корнешты относят к 1436 году.
В 1860-х годах Корнешты становятся волостным центром Белецкого уезда Бессарабской губернии.
В 1918—1940 годах Корнешты — центр одноимённой пласы Королевства Румыния.
С 11 ноября 1940 года до 9 января 1956 года село являлось административным центром упразднённого Корнештского района.
3 сентября 1951 года Корнешты получают статус «посёлок городского типа», а в 1994 году — города.
В Корнештах действовали (на 1952 год) плодоовощной, винный, маслодельно-сыроваренный заводы.

## Население
По данным переписи населения 2004 года, в Корнештах проживает 2781 человек (1327 мужчин, 1454 женщины).

## Уроженцы
- Ридель, Даниил Семёнович (1884—1933) — советский дипломат, участник Гражданской войны.